# Анабазис (журнал)
«Анабазис» (англ. Anabasis. Ukrainian Magazine) — щоквартальний журнал Об'єднання лицарів Святослава, що виходив у 1980—1991 роках у Клівленді (США) та Торонто (Канада) українською та англійською мовами.

## Вміст
Вів кампанію за звільнення В'ячеслава Чорновола, ознайомлював із його листуванням. Містив таборовий лист Левка Лук'яненка, заяви Олексія Тихого, матеріали судового процесу над Д. Мазуром, нарис В. Ліхтера про Володимира Івасюка, низку статей з національних питань. Виступав проти репресій М. Сороки та І. Макара. Вперше оприлюднив листа, поезію та фото з місць ув'язнення Євгена Сверстюка (1981). Публікував матеріали про Голодомор 1932—1933, нищення УКЦ, історичні, політологічні розвідки Ю. Луціва, В. Євич, С. Женецького, репортажі з акцій закордонних українських організацій на підтримку Ю. Шухевича, І. Дем'янюка, С. Хмари. 
Значне місце займали ґрунтовні статті та тексти виступів Валентина Мороза з аналізом українського руху спротиву, створення УГС, змісту «Українського вісника», методів роботи КДБ, про патріарха Й. Сліпого, В. Чорновола, П. Григоренка, В. Стуса, М. Осадчого, І. Дзюбу, 3. Попадюка та ін., дописи історико-дидактичного, державницького спрямування, рецензії. 
Журнал інформував про участь О. Зінкевича в Чорнобильському Симпозіумі МАГАТЕ у Відні (Австрія, 1986), зусилля Світового конгресу письменників з приводу звільнення Василя Стуса, виступав проти війни в Афганістані. 
Наприкінці 1980-х започаткував постійну рубрику «Хроніка опору». Ознайомлював з програмними документами Української національної партії (УНП), Української народно-демократичної ліги (УНДЛ), прозою Д. Строїча, Т. Сагайдаківської, М. Кремінярівської, поезією Я. Славутича, О. Олеся, Л. Мурович, І. Калинця та ін. Іноді вміщав мемуари, а також літературознавчі, гумористичні й сатиричні нариси.
Публікував передруки з неформальних газет «Поступ», «Голос Карпат», «Вільне слово», закордонних українських видань.

## Редакція
Головний редактор — Валентин Мороз.
Редактори — Н. Бура, В. Белецан, 3. Бессер, С. Горлач, М. Дичок, Т. Дичок, С. Ковалів, 3. Кріслатий, I. Кузьо, Я. Лебединський, В. Лехтер, В. Мохун, Л. Мурович, Д. Павник, А. Скальський, Я. Славутич, К. Сошенко, Д. Строїч, X. Турчин, Л. Хабурський. 
Художник — А. Коломиєць. 
Фото — Ю. Дейчаківського.

## Джерело
- Рух опору в Україні: 1960—1990: енциклопедичний довідник / передм. Осипа Зінкевича, Олеся Обертаса. — К.: Смолоскип, 2010. — 804 с., 56 іл. — ISBN 978-966-2164-14-5.